# きゃわふるTORNADO
きゃわふるTORNADO（きゃわふるトルネード、CAWAFUL TORNADO）は、日本の女性アイドルグループ。ワロップ放送局所属。
キャッチフレーズは「今、とにかく歌えるアイドル」。

## 概要
2017年2月、「人を動かすのは全力な姿のみ」という信念のもと、6人組超強炭酸・全力アイドルユニットとしてライブデビュー。
グループ名は「きゃわいい」「フルスロットル」「パワフル」「強力な竜巻」の4つの言葉から成り立っている。
日本武道館を満員にしてワンマンライブを行うことを目標にしている。2021年5月18日にSymdolickに改名。

## メンバー
| 名前        | よみ            | ニックネーム | 誕生日  | 担当カラー | 血液型 | 備考                   |
| ----------- | --------------- | ------------ | ------- | ---------- | ------ | ---------------------- |
| 道地 文子   | どうち あやこ   | ぶん         | 7月19日 | 青         | B型    | 副リーダー、二次元     |
| 神咲 くるみ | かんざき くるみ | くる         | 3月26日 | ピンク     | 不明   | リーダー、ツインテール |
| 石川 野乃花 | いしかわ ののか | のの         | 1月28日 | 赤         | O型    | 帽子                   |
| 杏斉 ゆか   | あんざい ゆか   | あんにゃん   | 8月9日  | 黄         | O型    | パン                   |

### 元メンバー
| 名前        | よみ            | ニックネーム | 誕生日  | 担当カラー | 血液型 | 備考                                |
| ----------- | --------------- | ------------ | ------- | ---------- | ------ | ----------------------------------- |
| 宮瀬 しおり | みやせ しおり   | しおりん     | 5月29日 | 白         | A型    | 結成時メンバー。2020年1月12日脱退。 |
| 別所 佳恋   | べっしょ かれん | かれん       | 3月7日  | 紫         | A型    | 結成時メンバー。2021年1月8日脱退。  |

## 略歴
- 2016年
  - 6月12日 - ワロップ放送局が実施した「正統派アイドルメンバーオーディション」[2][3][4]に合格した6名により結成。
  - 12月16日 - Twitterにて「1000RT達成したらビジュアル＆お披露目ライブ日程公開」と発表[5]。
- 2017年
  - 1月18日 - 1000RT達成。ビジュアル公開。お披露目ライブを2月11日に行うことを発表[5]。
  - 2月11日 - お披露目ライブ「TORNADO 00」でデビュー。無料ライブに100名を超える動員を記録[6]。
  - 2月19日 - 「大好きな君に会いに行く〜TOKYO FM HALL編〜」に初の対バンライブ出演[7]。
  - 4月21日 - 初の冠ラジオ番組『きゃわふるTORNADOの"きゃわふる気分で上昇TORNADO！"』放送開始[8]。
  - 4月23日 - 池袋駅東口にて初めてストリートライブを行う[4]。
  - 5月6日 - 「武道館アイドル博2017」に参加[9]。
  - 6月24日 - 1stシングルCD『星空ディスティネーション』発売[10]。
  - 7月23日 - 初の地方遠征。遠征先は浜松（静岡県）[11]。
  - 8月11日 - 渋谷DESEOにて、1stワンマンライブ「きゃわふるTORNADO ONE-MAN Live TORNADO 01～ぐるぐる警報発令中！TOPぅになるお約束～」を開催。チケットはSOLD OUT[12]。
  - 10月13日 - 押上ワロップ放送局にて、定期公演【ビッグオニオンつれてくよ〜❤】#1を開催[13]。1stCDアルバム『きゃわふリズム1』発売[14]。
  - 10月30日 - Zepp DiverCityで行われた「運命のキミ フェスティバル〜HALLOWEEN SP〜」にオープニングアクトで出演[15]。
  - 11月4日 - 白金高輪SELENE b2で行われた対バンライブ「仮装で行くしか！」に魔導師仮装で登場[16]。
  - 11月5日 - 2190"FUN"tasyプロジェクトの宣言のため、恵那山と恵那山の隣の山に登る[17]。

- 2018年
  - 2月11日 - 渋谷TSUTAYA O-WESTにて、1周年ワンマンライブ「きゃわふるTORNADO 1st Anniversary ONE-MAN LIVE TORNADO 02 ～2190"FUN"tasy～」を開催。SOLD OUTは果たせなかったものの満員[18][19]。
  - 2月23日 - リーダーが杏斉ゆかから神咲くるみに交代。道地文子が副リーダーに就任[20]。
  - 3月9日 - 2ndシングルCD『NEVER ENDING STORY』発売[21]。
  - 3月11日 - 3月31日までの21日間、CDの売上金額の50%のみで生活するサバイバルツアー（東京、神奈川、静岡、愛知、京都、大阪）に挑戦。無事完走[22][23][24]。
  - 6月11日 - 渋谷TSUTAYA O-EASTで行われた「バシフェス Vol.3」に出演[25]。
  - 7月22日 - 梅田Zeelaにて、初のワンマンライブツアー「きゃわふるTORNADO ONE MAN LIVE T-03 TOUR 〜夏のきゃわ騒ぎ・大阪編～」を開催[26]。
  - 7月26日 - 愛踊祭2018 関東Bエリア代表決定戦に出場[27]。
  - 8月5日 - mysta festa vol.6に出場。アイドル部門で審査員賞を受賞[28]。
  - 8月11日 - 新宿ReNYにて、「きゃわふるTORNADO ONE MAN LIVE T-03 TOUR ～夏のきゃわ騒ぎ・東京編～」を開催。初のMV『トビキリナミダ』を発表[29]。
  - 8月13日 -『トビキリナミダ』がSpotify先行配信、GYAO!でMV先行配信、TOKYO FMの「BRAND-NEW SONG」に選ばれる[30]。
  - 9月8日 - 東武動物公園（埼玉県）で開催されたnotallのイベント「ノタFES 2018」に2日間連続で出演[31][32]。
  - 9月26日 - mysta主催「第2回 歌うまグランプリ」で杏斉ゆかが審査員賞を受賞[33]。
  - 9月28日 - 2018年10月2日～16日までの間、杏斉ゆか・石川野乃花・宮瀬しおりの3名が検査、学業のため一時活動を休止し、神咲くるみ・道地文子・別所佳恋の3名で「きゃわざんまい」として活動することを発表[34]。
  - 10月1日 - 143∽とのバラエティ番組『だけじゃない！？〜バラエティ強化塾〜』がワロップ放送局にて放送開始。MCはキクチウソツカナイ。[35]
  - 10月3日 - 期間限定ユニット「きゃわざんまい」が新宿MARZで初ライブ[36]。
  - 10月9日 - SHOWROOM「きゃわふるTORNADOの"SHOW"きゃウンター」配信開始[37]。初配信は道地文子。
  - 10月22日 - SHOWROOM内の配信イベント及び番組「@JAM THE WORLD」での映像審査にてグランプリを獲得。同27日の「@JAM the Field Vol.14」にウエルカムアクト出演[38]。
  - 11月9日 - 定期公演をイギリスBBCが取材。2019年9月に放映される[39]。
  - 12月9日 - 初のカバー公演「定期公演特別編 AKB48 COVER NIGHT 〜推しメン早い者勝ち〜」を開催[40]。
- 2019年
  - 2月11日 - 渋谷TSUTAYA O-WESTにて、2周年ワンマンライブ「きゃわふるTORNADO 2nd Anniversary ONE-MAN LIVE T-04 〜超・強炭酸 ROCK GO!〜」を開催。CDメジャーリリース、全国ツアー、大型主催ライブの開催を発表[41][42]。
  - 3月2日 - 5月26日までメジャーリリース1stCD『GAME』の発売記念イベント「きゃわGAME TOUR」を開催[43]。
  - 3月4日 - 石川野乃花初監督作品（石川花名義）『あち、星屑デザイヤ』が第3回未完成映画予告編大賞で第二次審査入選[44][45]。218作品中17作品。
  - 3月18日 - TIF2019全国選抜LIVE 関東・北陸 Bブロック2次選考（SHOWROOM選考）を16グループ中8位で通過[46]。
  - 3月25日 - 4月30日までの間、『GAME』がFM NACK5のパワーセレクションとしてオンエアされる[47]。
  - 3月29日 - テレビ朝日「musicるTV」の4月度エンディングテーマに『GAME』が選ばれる[48]。
  - 4月3日 - メジャー1stシングルCD『GAME』発売。当日のリリースイベントを「musicるTV」が取材[49]。
  - 4月16日 - ハロプロカバーイベント「なんてったってハロプロライブ」に初出演[50]。4月27日にハロプロカバー公演を開催[51]。
  - 5月5日 - 渋谷WWW Xで開催された「TIF2019全国選抜LIVE 関東・北陸Bブロック 決勝ライブ」で優勝。TIF初出場を決める[52]。
  - 5月19日 - 初の主催対バンシリーズ「きゃわ騒ぎのやつ」を開始[53]。
  - 7月6日 - メンバーの地元(宇都宮、京都、浜松、川崎)をめぐるワンマンライブツアー2019「The反撃！」の開催を発表[54]。
  - 7月14日 - 別所佳恋がねん挫によりライブ出演を欠席することを発表[55]。以降、TIF2019とその直前のライブを除き、8月～9月のライブを欠席。
  - 7月26日 - 映画『おかざき恋愛四鏡』のオープニングテーマに『星空ディスティネーション』が決定。9月にメジャー2ndシングルとして再リリースされることも発表[56]。
  - 8月3日 - お台場で行われた「TOKYO IDOL FESTIVAL 2019」に出演。SKY STAGEでライブ披露[57]。「アイドル女流写真家No.1決定戦」で石川野乃花が優勝[58]。
  - 8月4日 - 前日に続き「TOKYO IDOL FESTIVAL 2019」に出演。FUJI YOKO STAGEとDOLL FACTORYでライブ披露[59]。
  - 8月6日 - フジテレビ本社前 THE ODAIBA マイナビステージで行われた「ようこそ!! ワンガン夏祭り THE ODAIBA 2019」のイベントに出演。「アナvsアイドル カラオケ対決!!」で杏斉ゆかがフジテレビ黒瀬翔生アナウンサーに勝利。「真夏のアイドルライブ」でライブ披露[60]。
  - 8月25日 - 横浜アリーナで行われた「@JAM EXPO 2019」内のイベント「運試し！じゃんけんの乱」に出場。3連勝で準優勝し、オレンジステージでのライブ出演権を獲得。@JAM EXPO初出演を果たす[61][62]。
  - 9月1日 - OTODAMA SEA STUDIO（神奈川県）で開催されたnotallのイベント「ノタFES 2019」に出演[63]。
  - 9月11日 - メジャー2ndシングルCD『星空ディスティネーション』発売。リリースイベントを開催[64]。
  - 9月23日 - Zepp Tokyoで行われた「MX IDOL FESTIVAL Vol.12」に出演[65]。
  - 10月14日 - ワロップ放送局で行われたnotallとの2マンライブ「ノタキャワ祭」で休養中の別所佳恋が3か月ぶりに完全復帰[66]。
  - 10月17日 - 渋谷クロスFMでレギュラーラジオ番組「きゃわふるラジオパーク」放送開始[67]。
  - 10月25日 - 表参道 FUJIFILM WONDER PHOTO SHOPにて、石川野乃花写真展「好きだ」を開催。11月4日までの11日間。期間中3回の演劇＋トークショーイベントを開催[68]。
  - 11月3日 - 映画『おかざき恋愛四鏡』のPRのため愛知県岡崎公園にて開催された岡崎城下家康公秋まつりに出演し、ライブ披露。主演の越智ゆらのと共演[69]。
  - 11月10日 - 「きゃわふるTORNADO ワンマンライブツアー2019「The 反撃！」宇都宮公演」、16日「同 京都公演」、24日「同 浜松公演」を開催[70][71][72]。
  - 12月3日 - 川崎CLUB CITTA'にて、「きゃわふるTORNADO ワンマンライブツアー2019「The 反撃！」FINAL」を開催[73]。
  - 12月13日 - 定期公演にて宮瀬しおりが2020年1月12日に脱退することを発表[74]。
- 2020年
  - 1月12日 - 特別公演「宮瀬しおりラストライブ」をもって宮瀬しおりが脱退[75]。
  - 2月11日 - 渋谷TSUTAYA O-WESTにて、3周年ワンマンライブ「きゃわふるTORNADO 3rd Anniversary ONE-MAN LIVE 〜& Resurrection〜」を開催[76]。
  - 2月28日 - イオンシネマ板橋で催された映画『おかざき恋愛四鏡』の舞台挨拶に登壇[77]。
  - 2月29日 - 初の沖縄遠征[78]。
  - 6月20日 - 新型コロナウイルス感染拡大防止の自粛期間を経て85日ぶりに「きゃわふるTORNADO無観客配信LIVE!! 」をTiGET LIVEにて開催[79]。
  - 6月22日 - フードアートをテーマにメンバーとファンが撮影した動画で制作された「はちみつハイヒール」のMVを発表。ディレクションは石川野乃花[80][81][82][83]。
  - 7月1日 - FUJIFILM WONDER PHOTO SHOPで開催された「家にいルンです ～写ルンです生誕記念写真展～」に石川野乃花がゲストクリエイターとして出展[84]。
  - 8月2日 - 渋谷WWWにて、「きゃわふるTORNADO ワンマンライブ2020 〜Trigger〜」を開催[85]。新曲「innocence」を初披露し、MVも発表[86]。
  - 8月30日 - 配信フェス「@JAM ONLINE FESTIVAL 2020」に出演。Futureステージでパフォーマンスを披露[87]。
  - 9月12日 - Twitter上で100リツイート達成ごとに新曲動画のメンバーと楽器が増えていくリツイートキャンペーンを開催。100～500リツイートを4日間で全て達成し、9月16日に「Regret」が公開される[88][89][90][91]。
  - 10月2日 - 「TOKYO IDOL FESTIVAL オンライン 2020」の「IDOL SHOWCASE」に映像出演[92]。
  - 10月20日 - 2021年9月19日にLINE CUBE SHIBUYA（渋谷公会堂）でワンマンライブ「きゃわふるTORNADO ONE MAN LIVE BET 50/50」を開催することを発表[93]。
  - 10月30日 - 元エラバレシの河合くるみ、キャンディzooの雅城くるみ、きゃわふるTORNADOの神咲くるみの3名からなるBABYMETAL好き“踊ってみたユニット”KURUMETALが始動[94]。
- 2021年
  - 1月8日 - 別所佳恋が脱退[95]。
  - 1月15日 - 2月11日に予定していた4周年ワンマンを中止、2月7日のラストイベントをもって現体制を終了、新メンバーオーディションを開催することを発表。[96][97][98]。
  - 2月7日 - 現体制ラストイベント「きゃわふるTORNADO」をもって現体制終了。新体制への準備期間に入る。メンバーの個人活動は継続。
  - 4月26日 - 毎日Twitterで公開されるドキュメンタリー仕立ての漫画「31日後も全く止まらないアイドル」を開始[99]。
- 2024年
  - 12月15日 - オリジナルメンバー6人で一日限定復活し、渋谷近未来会館にて開催された改名後グループSymdolickとの2マンライブ「OCAWARI SYMDREAM」に出演。

## ライブ・イベント

### ストリートライブ（路上ライブ）
知名度向上、ワンマンライブチケット販売などを目的として、不定期にストリートライブを行うことがある。通常は告知せず、ゲリラ的に行われる。主な開催場所は、東京秋葉原駅前、名古屋若宮広場、大阪戎橋橋上など。。

### 対バンライブ・フェス
MARQUEE祭やMX IDOL FESTIVALなど複数のアイドルが出演する対バンライブや、TOKYO IDOL FESTIVAL、@JAM EXPOなどの大型フェスにも出演している。また「きゃわ騒ぎのやつ」シリーズなどの主催対バンライブを行うこともある。

### 定期公演
毎月第2、第4金曜日にワロップ放送局（東京都墨田区業平）にて、定期公演を開催している。
2019年1月よりリニューアルされ、無料公演や不定期で土曜日に開催される公演もある。

### ワンマンライブ
ほぼ半年ごとにワンマンライブを行っている。

## 作品

### 配信シングル
|   | リリース日    | タイトル       | 品番      |
| - | ------------- | -------------- | --------- |
| 1 | 2018年8月13日 | トビキリナミダ | CAWA-0004 |

### DVD
|   | リリース日     | タイトル                                                 | 種別     | 品番       |
| - | -------------- | -------------------------------------------------------- | -------- | ---------- |
| 1 | 2017年10月13日 | ONE-MAN LIVE TORNADO 01〜TOPぅになるお約束〜             | LIVE DVD | CAWAD-0001 |
| 2 | 2018年4月13日  | 1st Anniversary ONE-MAN LIVE TORNADO 02〜2190″FUN”tasy〜 | LIVE DVD | CAWAD-0002 |
| 3 | 2019年2月22日  | ONE MAN LIVE T-03 TOUR 〜夏のきゃわ騒ぎ 東京編&大阪編〜  | LIVE DVD | CAWAD-0003 |

### 楽曲（デジタル配信）
|    | 初披露日       | 配信開始日     | タイトル                 | 初披露イベント・場所                                                  | 作詞                | 作曲                     | 編曲                       |
| -- | -------------- | -------------- | ------------------------ | --------------------------------------------------------------------- | ------------------- | ------------------------ | -------------------------- |
| 1  | 2017年2月11日  | 2017年6月23日  | 虹の向こう               | TORNADO 00 @ワロップ放送局                                            | キクチトモヤ        | キクチトモヤ             | 木曜a.k.a.まえのめり@48kHz |
| 2  | 2017年2月11日  | 2017年8月7日   | 明日に向かって           | TORNADO 00 @ワロップ放送局                                            | chacol              | 廣瀬 祐輝                | 米田浩徳                   |
| 3  | 2017年2月11日  | 2017年6月16日  | マニュアルな恋           | TORNADO 00 @ワロップ放送局                                            | 菊池 諒             | 川崎ダイスケ             | 米田浩徳                   |
| 4  | 2017年2月11日  | 2017年8月7日   | 恋したもん勝ち           | TORNADO 00 @ワロップ放送局                                            | CHAKI               | 藤井 健太郎              | 木曜a.k.a.まえのめり@48kHz |
| 5  | 2017年2月11日  | 2017年5月19日  | 星空ディスティネーション | TORNADO 00 @ワロップ放送局                                            | 矢島直樹            | 矢島直樹                 | 矢島直樹                   |
| 6  | 2017年5月5日   | 2017年6月2日   | きゃわふるTORNADO        | バシフェス @TFMホール                                                 | hyu-suke            | hyu-suke                 | hyu-suke                   |
| 7  | 2017年6月10日  | 2017年8月7日   | Butterfly                | アイプラアイドルパーティー @池袋シアターYES                           | umetomo             | umetomo                  | umetomo                    |
| 8  | 2017年7月15日  | 2017年8月7日   | ALIVE                    | Girls Show Up @渋谷CAMELOT                                            | つんつく♀           | xi_                      | 野本 健太郎                |
| 9  | 2017年7月23日  | 2017年8月7日   | SUPER HERO               | IDOL CLEANLIVE @浜松窓枠                                              | chacol              | chacol                   | chacol                     |
| 10 | 2017年7月30日  | 2017年8月7日   | ツキミツドキ             | まけんグミ☆THE LIVE @渋谷gee-ge                                       | Sugar Lover         | 斎藤 悠弥                | GUCCHO                     |
| 11 | 2017年8月11日  | 2017年8月7日   | ナンバーワンダーランド   | TORNADO 01 @渋谷DESEO                                                 | C-takebeets.        | C-takebeets.             | C-takebeets.               |
| 12 | 2017年10月13日 | 2018年2月12日  | メリーゴーラウンド       | 定期公演#1 @ワロップ放送局                                            | つんつく♀           | 中西崇文                 | -                          |
| 13 | 2017年11月24日 | 2018年2月12日  | 夏恋ノスタルジー         | 定期公演#4 @ワロップ放送局                                            | Pants Gonzales 哲朗 | Pants Gonzales 哲朗      | 木曜a.k.a.まえのめり@48kHz |
| 14 | 2017年12月8日  | 2018年2月12日  | Silent Voice             | 定期公演#5 @ワロップ放送局                                            | chacol              | chacol                   | chacol                     |
| 15 | 2018年1月26日  | 2018年1月27日  | 撮可のうた～SEASON 1～   | 定期公演#8 @ワロップ放送局                                            | つんつく♀           | 陽当モナカ               | GUCCHO                     |
| 16 | 2018年1月26日  | 2018年1月27日  | はちみつハイヒール       | 定期公演#8 @ワロップ放送局                                            | つんつく♀           | U-ske                    | U-ske                      |
| 17 | 2018年2月11日  | 2018年2月12日  | NEVER ENDING STORY       | TORNADO 02 @TSUTAYA O-WEST                                            | つんつく♀           | Eiji                     | 野本 健太郎                |
| 18 | 2018年3月31日  | 2018年5月21日  | Onion Link               | サバイバルツアーFINAL @ワロップ放送局                                 | gbk                 | gbk                      |                            |
| 19 | 2018年6月22日  | 2018年8月13日  | トビキリナミダ           | 定期公演#16 @ワロップ放送局                                           | 田村一哉            | 田村一哉                 | 野本 健太郎                |
| 20 | 2018年7月13日  | 2019年7月12日  | チャンドゥ・チャンドゥ   | 定期公演#17 @ワロップ放送局                                           | つんつく♀           | Oike+／ツカダタカシゲ    | ツカダタカシゲ             |
| 21 | 2018年7月22日  | 2019年4月3日   | きゃわ騒ぎのやつ         | T-03 大阪編 @梅田Zeela                                                | つんつく♀           | Arch≠                    | 野本 健太郎                |
| 22 | 2018年8月11日  | 2019年4月3日   | これまでここから         | T-03 東京編 @新宿ReNY                                                 | つんつく♀           | 杉坂天汰／ツカダタカシゲ | ツカダタカシゲ             |
| 23 | 2019年2月11日  | 2019年4月3日   | GAME                     | T-04 @TSUTAYA O-WEST                                                  | つんつく♀           | Renn Saito               | Renn Saito                 |
| 24 | 2019年7月12日  | 2019年7月5日   | オレモレモン             | 特別公演～FFF～ @ワロップ放送局                                       | つんつく♀           | kami murakami            |                            |
| 25 | 2019年7月26日  | 2019年7月19日  | I LOVE YOU. Summer Day   | 定期公演#33 @ワロップ放送局                                           | つんつく♀           | 大鹿大輝／ツカダタカシゲ | ツカダタカシゲ             |
| 26 | 2019年9月10日  | 2019年12月11日 | Psychology               | 「星空ディスティネーション」発売記念ミニライブ ＠タワーレコード池袋店 | つんつく♀           | Tadahiro Morishita       | 野本 健太郎                |
| 27 | 2019年12月3日  | 2019年12月4日  | HANDS                    | The 反撃！FINAL @CLUB CITTA'                                          | つんつく♀           | 八巻 俊介(AzBit)         | RYOSUKE YAMAKI             |
| 28 | 2020年2月1日   | 2020年2月11日  | 撮可のうた～SEASON 2～   | 3周年ワンマン @TSUTAYA O-WEST                                         | つんつく♀           | 陽当モナカ               | GUCCHO                     |
| 29 | 2020年8月2日   | 2020年8月3日   | innocence                | ワンマン2020 @WWW                                                     | つんつく♀           | ツカダタカシゲ&大鹿大輝  | ツカダタカシゲ             |
| 30 | 2020年9月16日  | 2021年1月1日   | Regret                   | Twitter リツイート企画                                                | つんつく♀           | つんつく♀                | 野本 健太郎                |

### ユニット曲
|   | 初披露日      | 初披露イベント | タイトル                 | ユニット名（メンバー）                     | 作詞      | 作曲      | 編曲 |
| - | ------------- | -------------- | ------------------------ | ------------------------------------------ | --------- | --------- | ---- |
| 1 | 2018年2月11日 | TORNADO 02     | にゃわふるとるにゃーど   | にゃわふるとるにゃーど（杏斉、別所、宮瀬） | つんつく♀ | つんつく♀ |      |
| 2 | 2018年2月11日 | TORNADO 02     | S.R.C                    | SRC CREW（石川、道地、神咲）               | つんつく♀ | つんつく♀ |      |
| 3 | 2018年7月22日 | T-03 大阪編    | moon                     | トル・マーレイ（神咲、道地、別所）         | つんつく♀ | つんつく♀ |      |
| 4 | 2018年8月11日 | T-03 東京編    | Jesus                    | moe shine rouge（杏斉、別所）              | つんつく♀ | つんつく♀ |      |
| 5 | 2018年8月11日 | T-03 東京編    | スーパーきゃわ騒ぎサマー | SRC CREW（石川、道地、神咲）               | つんつく♀ | つんつく♀ |      |

### ソロ曲
|   | 初披露日      | 初披露イベント | タイトル                    | メンバー名                   | 作詞         | 作曲            | 編曲                       |
| - | ------------- | -------------- | --------------------------- | ---------------------------- | ------------ | --------------- | -------------------------- |
| 1 | 2017年8月11日 | TORNADO 01     | 虹の向こう（虹かけゆかver） | 虹かけゆか（杏斉ゆか）       | キクチトモヤ | キクチトモヤ    | 木曜a.k.a.まえのめり@48kHz |
| 2 | 2018年7月22日 | T-03 大阪編    | ののの絵描き歌              | ののかお姉さん（石川野乃花） | 石川野乃花   | つんつく♀       |                            |
| 3 | 2019年2月11日 | T-04           | NONOHANA STYLE              | 石川野乃花                   | -            | SERGMARU        | つんつく♀                  |
| 4 | 2019年2月11日 | T-04           | BUN the BUNBUN              | MC.B.B（道地文子）           | つんつく♀    | 99Instrumentals | つんつく♀                  |

### 写真集
|   | 発売日         | タイトル                 | メンバー名 | 発売元                  |
| - | -------------- | ------------------------ | ---------- | ----------------------- |
| 1 | 2019年12月15日 | BBB                      | 道地文子   | FINDER JAPAN PUBLISHING |
| 2 | 2019年12月15日 | 佳恋、可憐。             | 別所佳恋   | FINDER JAPAN PUBLISHING |
| 3 | 2019年12月15日 | ツインテールはやめない。 | 神咲くるみ | FINDER JAPAN PUBLISHING |
| 4 | 2019年12月15日 | 落日                     | 石川野乃花 | FINDER JAPAN PUBLISHING |
| 5 | 2019年12月15日 | my home                  | 杏斉ゆか   | FINDER JAPAN PUBLISHING |
| 6 | 2019年12月15日 | 一生しおりん             | 宮瀬しおり | FINDER JAPAN PUBLISHING |

## 出演

### テレビ
- Japan with Sue Perkins (2019年9月27日、英国BBC、定期公演の取材映像)[108]

### CS・BS・インターネット放送
- だけじゃない！？～バラエティ強化塾～[109]　(143∽とのレギュラー番組、2018年10月1日～2019年3月4日（全6回）、ワロップ放送局)
- 出会いを繋ぐ推薦状[110]（毎月第２、第４木曜日22:00-、ワロップ放送局、石川（アシスタント)）

### ラジオ
- きゃわふるTORNADOの"きゃわふる気分で上昇TORNADO！"[111]　(レギュラー番組、毎月第２、第４木曜日21:30-、ワロップ放送局)
- きゃわふるラジオパーク [67](レギュラー番組、毎月第３木曜日20:00-、渋谷クロスFM)

## 掲載
- 楽遊IDOL PASS vol.5 関東＋東日本版(楽遊アイドル編集部、道地)
- 楽遊IDOL PASS vol.6 関東＋東日本版(楽遊アイドル編集部、神咲)
- 楽遊IDOL PASS vol.7 関東＋東日本版(楽遊アイドル編集部、宮瀬)
- 楽遊IDOL PASS vol.8 関東＋東日本版(楽遊アイドル編集部、石川)
- 楽遊IDOL PASS vol.9 関東＋東日本版(楽遊アイドル編集部、別所)
- 楽遊IDOL PASS vol.10 関東＋東日本版(楽遊アイドル編集部、杏斉)
- IDOL FILE Vol.10 TOKYO 2 (2018年6月15日、Rocks Entertainment)
- 別冊IDOL FILE BIKINI 2018 (2018年6月29日、Rocks Entertainment、神咲、道地)
- IDOL FILE Vol.15 TOKYO (2019年5月31日、Rocks Entertainment)
- MONOTONE CLASSY IDOL (2019年10月11日、Rocks Entertainment、神咲)
- IDOL FILE Vol.18 BIKINI (2020年8月28日、Rocks Entertainment、別所)
- MARQUEE Vol.129 (2018年10月10日、マーキー編集部)
- MARQUEE Vol.132 (2019年4月10日、マーキー編集部)
- MARQUEE Vol.134 (2019年8月10日、マーキー編集部、神咲)
- MARQUEE Vol.135 (2019年10月20日、マーキー編集部)
- MARQUEE Vol.136 (2019年12月16日、マーキー編集部)
- MARQUEE Vol.137 (2020年2月14日、マーキー編集部)
- MARQUEE Vol.138 (2020年4月15日、マーキー編集部)
- MARQUEE Vol.139 (2020年7月22日、マーキー編集部)
- MARQUEE Vol.140 (2020年10月22日、マーキー編集部)
- BUBKA 2020年4月号[112] (2020年2月29日、白夜書房)

## 受賞歴
- 2018年
  - mysta主催「mysta festa vol.6」 アイドル部門 審査員賞[28]
  - mysta主催「第2回 歌うまグランプリ」 審査員賞（杏斉）[33]
  - @JAM主催「＠JAM the Field vol.14 出演者オーディション」 グランプリ[113]
- 2019年
  - オフィスクレッシェンド主催 「第3回 未完成映画予告編大賞」第二次審査入選 （石川）[114]
  - TOKYO IDOL PROJECT主催 「TIF2019 全国選抜LIVE 関東・北陸Bブロック 決勝ライブ」 優勝[52]
  - 講談社主催 「ミスiD2020」セミファイナリスト (別所)[115]
  - TOKYO IDOL PROJECT主催 「TIF2019 アイドル女流写真家No.1決定戦」 優勝（石川）[116]
  - @JAM EXPO 2019実行委員会／日本テレビ主催 「@JAM EXPO 2019 真夏の真剣勝負～運試し！じゃんけんの乱～」 準優勝[117]
  - TOKYO IDOL PROJECT主催 「TIF2019 初出場アイドルベストアクト投票」 2位[118]
- 2020年
  - 講談社主催 「ミスiD2021」ファイナリスト (別所)[119]

## タイアップ・パワープレイ
- 2018年8月 FM TOKYO BRAND-NEW SONG 『トビキリナミダ』
- 2019年3月～4月 FM NACK5 パワーセレクション 『GAME』
- 2019年4月 テレビ朝日「 musicるTV」 エンディングテーマ 『GAME』
- 2019年4月 TOKYO MX2「 東京電波女子」 エンディングテーマ 『GAME』
- 2019年8月 映画「おかざき恋愛四鏡」オープニングテーマ 『星空ディスティネーション』
- 2020年10月～12月 BS日テレ「最新曲研究所」 リピートオンエア『innocence』
- 2020年10月 日本テレビ「ウチのガヤがすみません！」 エンディングテーマ 『innocence』